# Cantone di Beaufort (Giura)
Il Cantone di Beaufort era una divisione amministrativa dell'arrondissement di Lons-le-Saunier.
A seguito della riforma approvata con decreto del 17 febbraio 2014, che ha avuto attuazione dopo le elezioni dipartimentali del 2015, è stato soppresso.

## Composizione
Comprendeva i comuni di:
- Augea
- Augisey
- Beaufort
- Bonnaud
- Cesancey
- Cousance
- Cuisia
- Gizia
- Grusse
- Mallerey
- Maynal
- Orbagna
- Rosay
- Rotalier
- Sainte-Agnès
- Saint-Laurent-la-Roche
- Vercia
- Vincelles